# Способи задання функції
Існує чотири основних способи задання функції:
1. Аналітичний спосіб

Функція задається за допомогою формули:
{\displaystyle y=f(x)}, де f(x) — деякі вирази зі змінною x
2. Табличний спосіб
Цей метод полягає у тому, що відповідність між множиною значень змінної x і функції y задається у вигляді таблиці. В таблиці вказуються значення функції y1, y2,…,yn-1, yn для заданих значень аргументу x1, x2,…,xn-1, xn. Загальний випадок для функції виду {\displaystyle y=f(x)}:
| x | x1 | x2 | … | xn-1 | xn |
| y | y1 | y2 | … | yn-1 | yn |

3. Графічний спосіб
Функція задається за допомогою графіка функції.
Значення на осі абсцис відповідають значенням аргумента функції x, а на осі ординат значенням самої функції y.
4. Словесний (описовий) спосіб
Словесний спосіб задання функції полягає в тому, що закон, за яким залежно від х обчислюється значення у, виражається словами. Цей спосіб використовується під час розв‘язування задач, в яких розглядаються взаємопов‘язані величини.